# Delsbo
Delsbo ist ein Ort (tätort) in der schwedischen Provinz Gävleborgs län, in der historischen Provinz (landskap) Hälsingland.

## Lage und Verkehr
Delsbo gehört zur Gemeinde Hudiksvall und innerhalb dieser seit 1. Januar 2016 zum Distrikt Delsbo. Der Ort ist mit fast 2200 Einwohnern die drittgrößte Ortschaft der Gemeinde. Er liegt etwa 130 km Luftlinie nordnordwestlich der Provinzhauptstadt Gävle und 30 km westnordwestlich von Hudiksvall. Westlich des Ortes erstreckt sich der See Stömnesjön, östlich der bedeutend größere Södra Dellen (Südlicher Dellen).
Durch Delsbo verläuft die Reichsstraße 84, die bei Hudiksvall von der Europastraße 4 abzweigt und weiter über Ljusdal und Sveg nach Funäsdalen und zur norwegischen Grenze führt. In nördlicher Richtung zweigt in Delsbo der Provinzstraße 305 ab, die parallel zur Küstenstraße verläuft, bis sie auf Höhe von Sundsvall die Europastraße 14 erreicht.
Der Ort liegt an der 1888 eröffneten Bahnstrecke Ljusdal–Hudiksvall (Dellenbanan), die weiter östlich zwischen Hudiksvall und Näsviken bereits zwischen 1860 (zu dem Zeitpunkt nördlichste Bahnstrecke der Erde) und 1872 als Schmalspurbahn (Spurweite 1217 mm) in Betrieb genommen worden war und 1887 von der Staatsbahn gekauft und auf Normalspur umgebaut wurde. 1959 wurde die Strecke elektrifiziert, aber 1985/1986 stillgelegt. Der größte Teil ist erhalten; dort wird in den Sommermonaten touristischer Draisinenverkehr betrieben, außerdem vom Museumsbahnhof Delsbo auf einem kleinen Abschnitt Museumsverkehr mit Triebwagen. Die nächstgelegenen Bahnhöfe mit regulärem Verkehr befinden sich heute in Hudiksvall an der Ostküstenbahn (Ostkustbanan) von Stockholm nach Sundsvall sowie 25 km westlich in Ljusdal an der Nördlichen Stammbahn (Norra stambanan) von Gävle nach Ånge.

## Geschichte
Delsbo entwickelte sich spätestens ab dem 12. Jahrhundert, als dort die erste Steinkirche errichtet wurde. 1740 brannte ein größerer Teil des Ortes nieder. Größere wirtschaftliche Bedeutung erlangte Delsbo in Folge mit der Errichtung von Sägewerken. Nach der Eröffnung der Bahnstrecke verlagerte sich das Ortszentrum an seine heutige Stelle beim Bahnhof.
Delsbo war und ist eines der Zentren der hälsingländischen Kultur. Von dort stammt eine charakteristische Volkstracht, und der Ort ist regelmäßig Schauplatz eines der bedeutenderen Spielmannstreffen (Delsbo spelmansstämman oder kurz Delsbostämman) in Schweden. Der Ort war eine der Stationen auf Nils Holgersson Reise in Selma Lagerlöfs berühmtem Roman (Kapitel Ein Tag in Hälsingland). Im Gebiet um Delsbo wird ein spezieller Dialekt (dellboska) gesprochen, für den westnordische Einflüsse charakteristisch sind.
Der Ort war zunächst Zentrum eines Kirchspiels (socken), aus dem 1863 eine gleichnamige Landgemeinde (Delsbo landskommun) hervorging. Diese ging 1971 in der Gemeinde Hudiksvall auf.

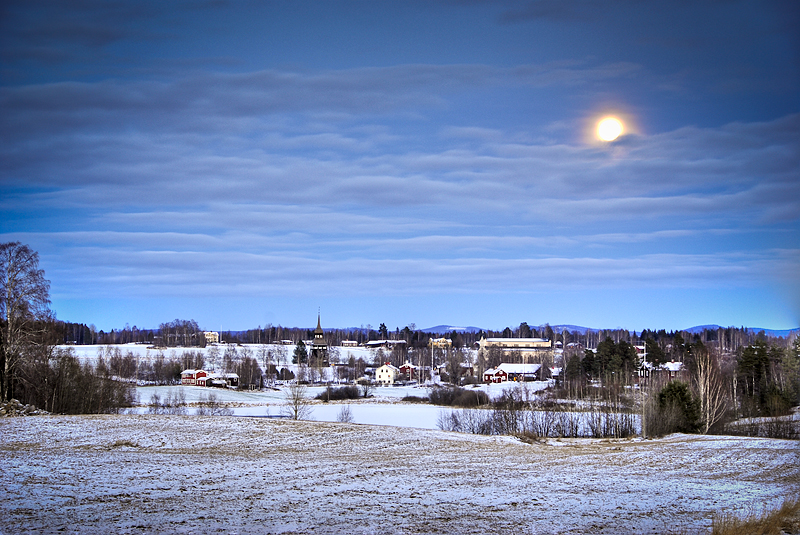
Blick auf Delsbo
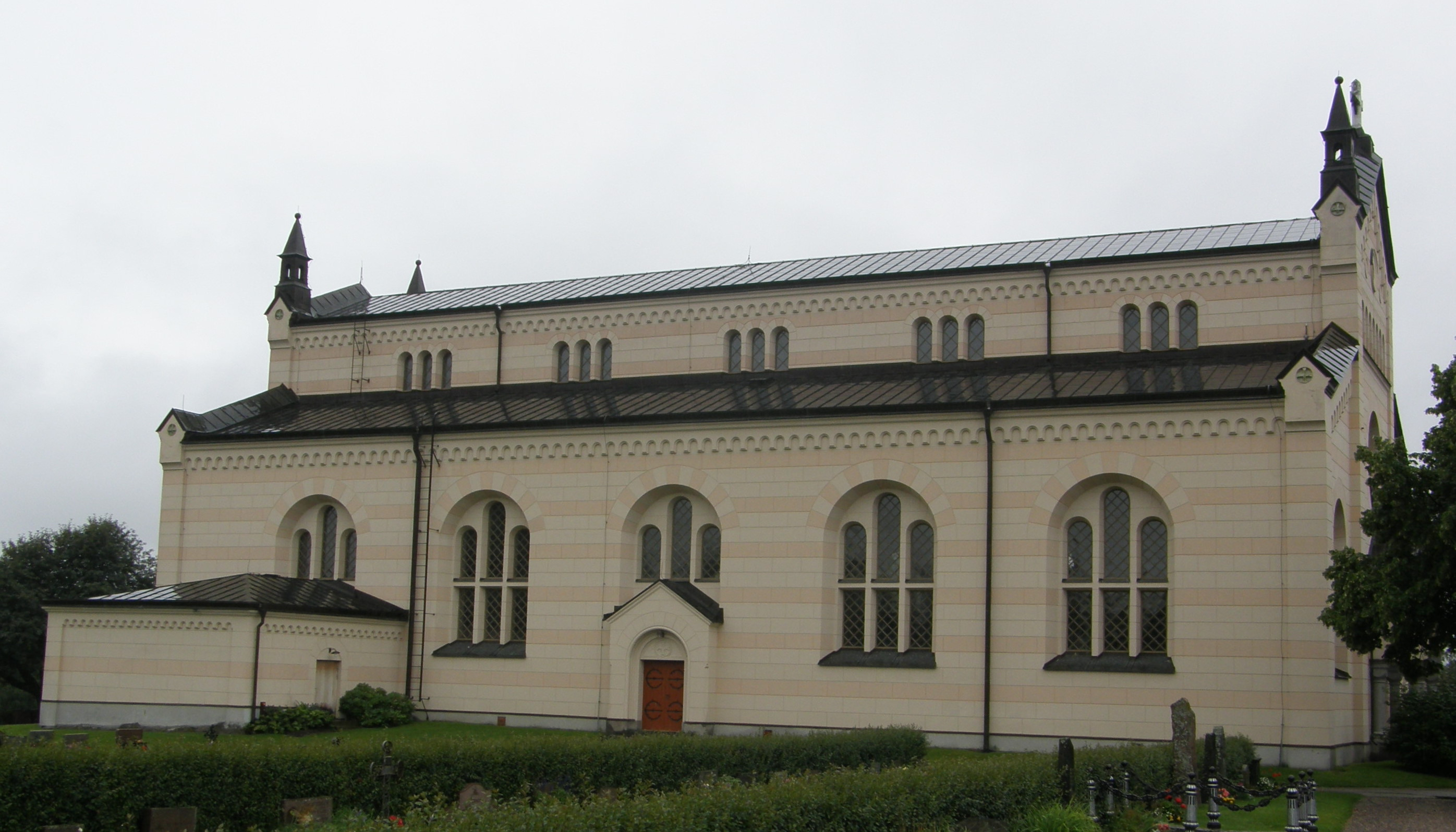
Kirche von Delsbo
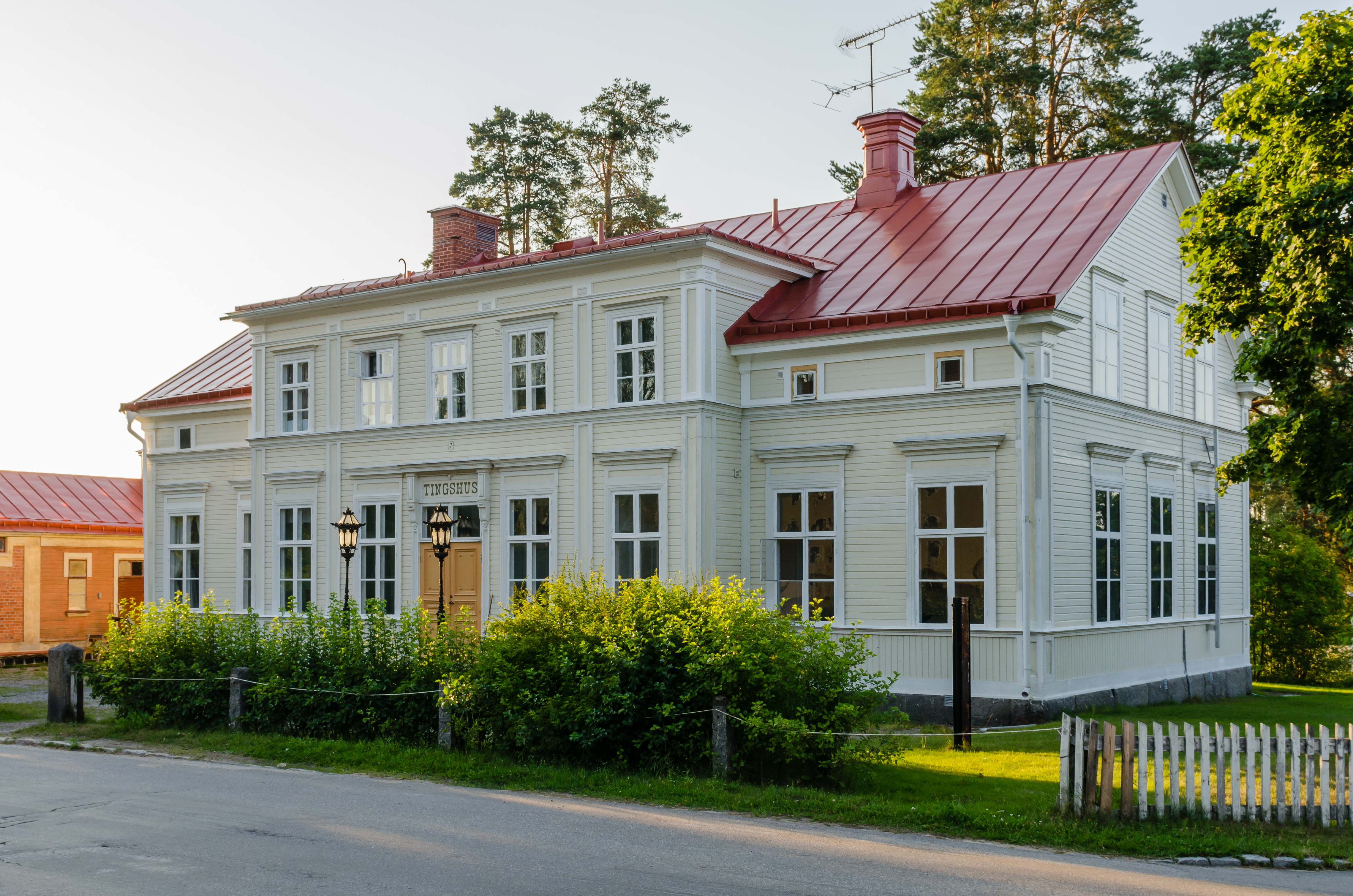
Ehemaliges Rathaus (tingshus) mit Gefängnis (links)
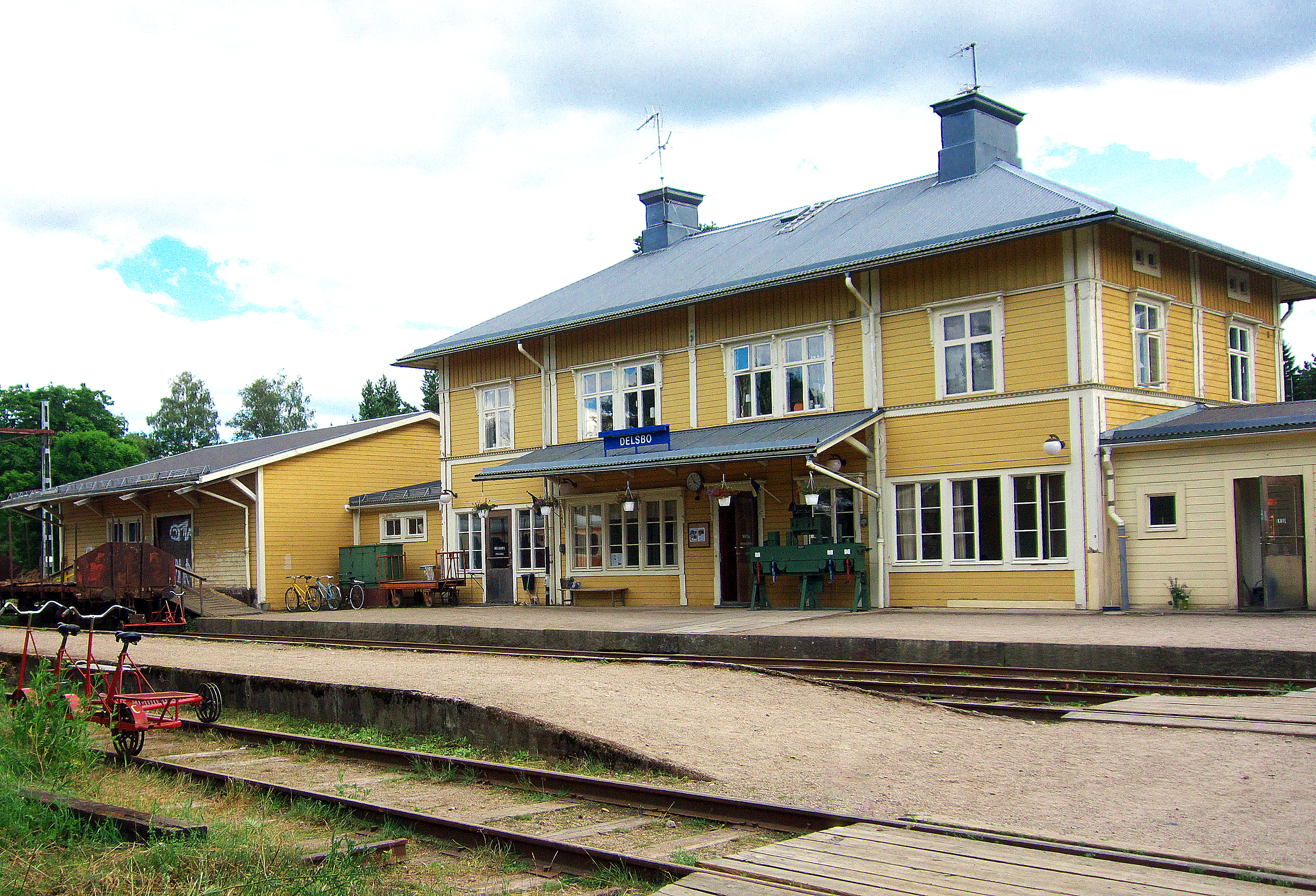
Bahnhof Delsbo
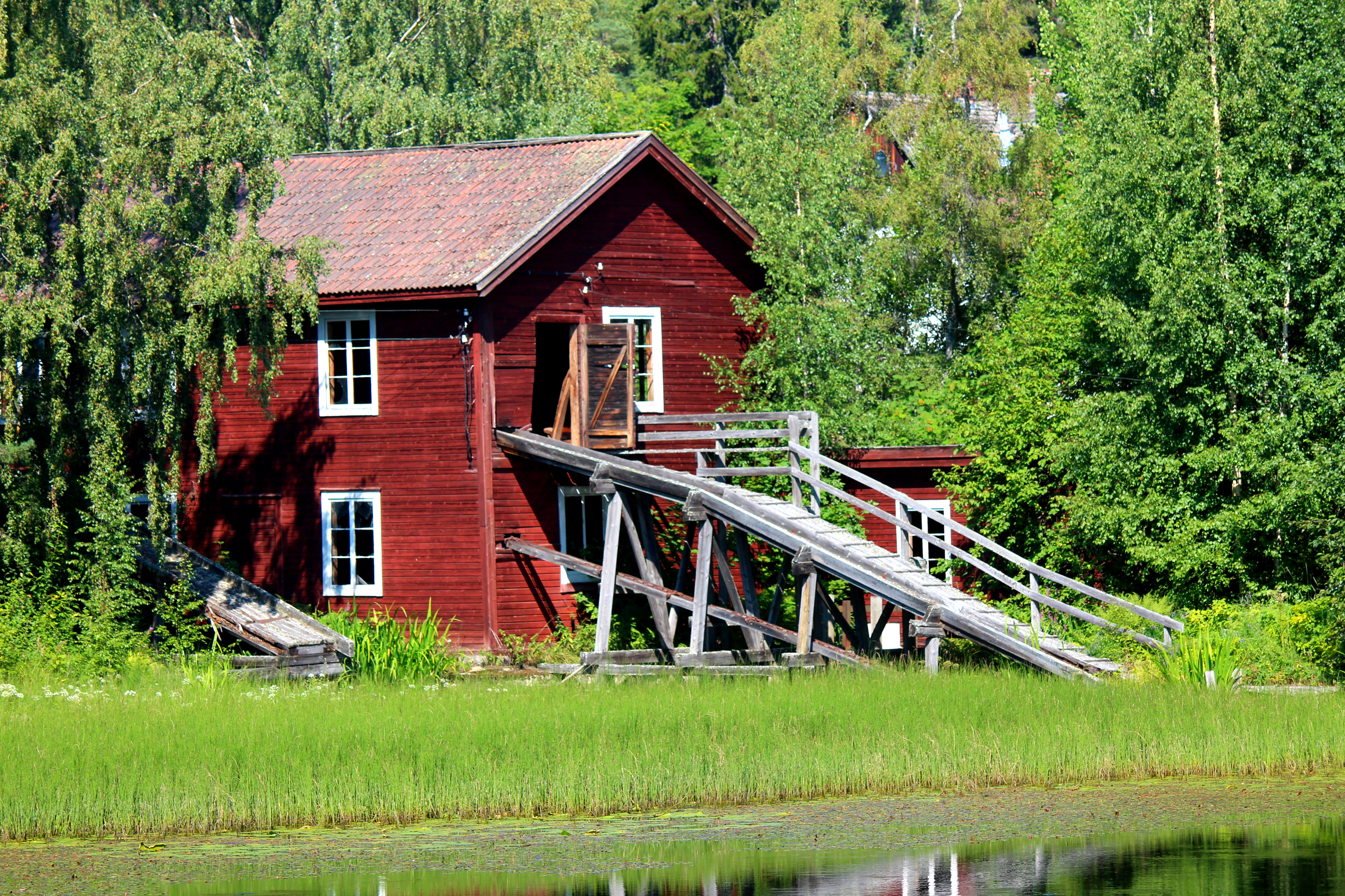
Sägewerk Ede såg
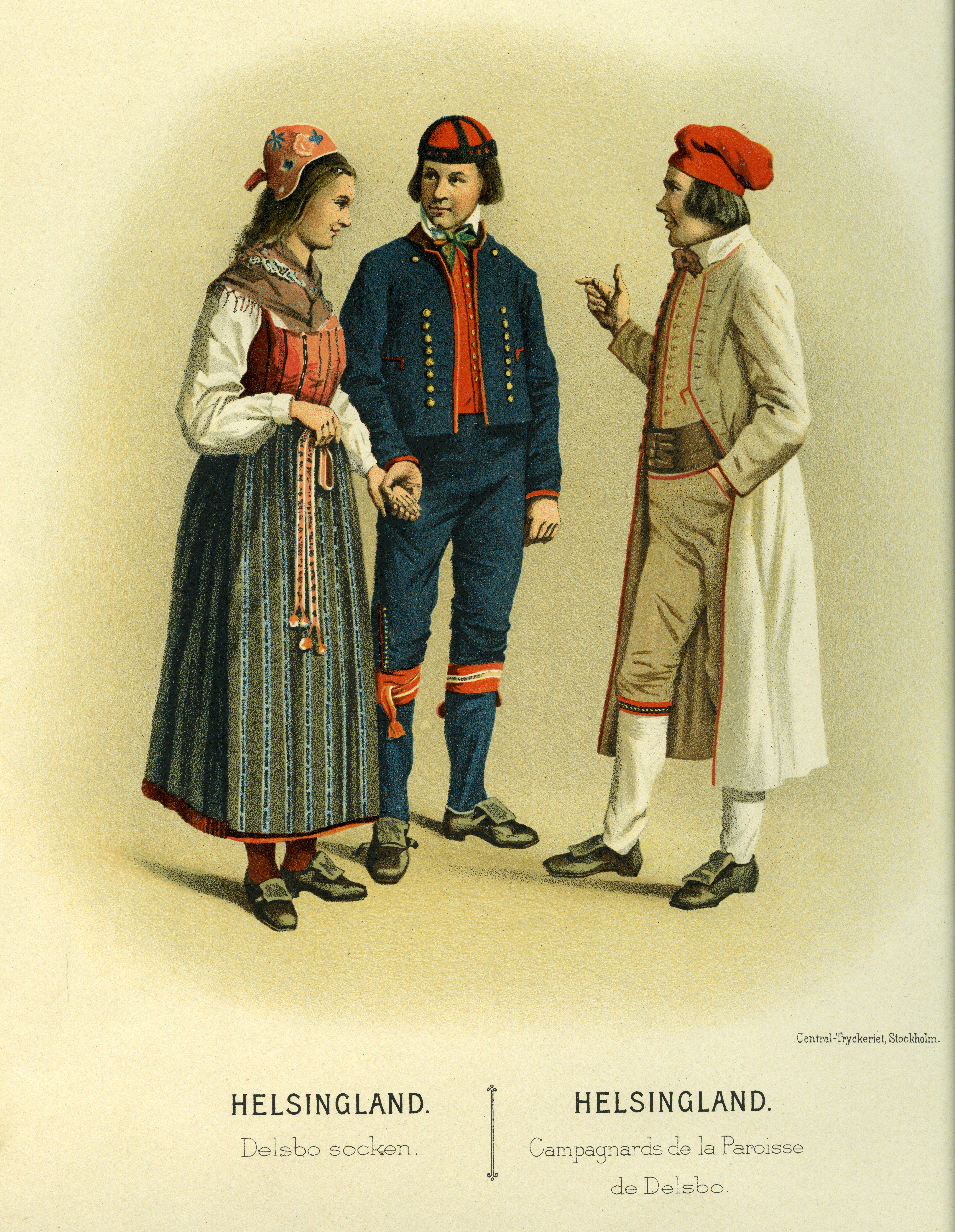
Delsboer Tracht (1895)

## Sehenswürdigkeiten
Die Kirche von Delsbo wurde 1740–1741 errichtet, nachdem das frühere Gebäude durch den Großbrand 1740 zerstört worden war, und 1892–1893 in die für Schweden ungewöhnliche Form einer dreischiffigen Basilika umgebaut. Der freistehende hölzerne Glockenstapel stammt von 1742.
In und um den Ort sind eine Reihe alter Wirtschafts- und Verwaltungsgebäude erhalten, so das Sägewerk Ede såg (als Baudenkmal eingestuft), eine Wassermühle (Ede kvarn), das alte Rathaus (tingshus) sowie eine Vielzahl von Holzbauten aus dem 16. bis 19. Jahrhundert im 1938 eröffneten Freilichtmuseum Delsbo Forngård (mit 1986 eröffnetem Museum).

## Sport
Die Skisportler des örtlichen Vereins Delsbo IF erreichten insbesondere in den 1970er-Jahren vordere Plätze bei nationalen und internationalen Wettkämpfen, wie einen Weltmeistertitel durch Thomas Magnusson 1974. Der Klub ist auch im Fußball und Eishockey aktiv.

## Persönlichkeiten
- Jörgen Brink (* 1974), Skilangläufer und Biathlet
- Emma Härdelin (* 1975), Folkmusikerin, aufgewachsen in Delsbo
- Lisa Hurtig (* 1987), Fußballspielerin
- Ebba Andersson (* 1997), Skilangläuferin
- Dorian Donath (* 1999), spanisch-schwedischer Eishockeyspieler